# Shingo Tomita
Shingo Tomita (富田 晋伍 Tomita Shingo?, nacido el 20 de junio de 1986 en Tochigi) es un futbolista japonés que se desempeña como centrocampista.

## Trayectoria

### Clubes
| Club           | País  | Año    |
| -------------- | ----- | ------ |
| Vegalta Sendai | Japón | 2005 - |

## Estadística de carrera

### J. League
| Club           | Año   | J. League | J. League | Copa J. League | Copa J. League | Total | Total |
| Club           | Año   | Part.     | Goles     | Part.          | Goles          | Part. | Goles |
| -------------- | ----- | --------- | --------- | -------------- | -------------- | ----- | ----- |
| Vegalta Sendai | 2005  | 17        | 0         | -              | -              | 17    | 0     |
| Vegalta Sendai | 2006  | 16        | 0         | -              | -              | 16    | 0     |
| Vegalta Sendai | 2007  | 18        | 1         | -              | -              | 18    | 1     |
| Vegalta Sendai | 2008  | 24        | 0         | -              | -              | 24    | 0     |
| Vegalta Sendai | 2009  | 34        | 0         | -              | -              | 34    | 0     |
| Vegalta Sendai | 2010  | 26        | 0         | 7              | 0              | 33    | 0     |
| Vegalta Sendai | 2011  | 31        | 0         | 4              | 1              | 35    | 1     |
| Vegalta Sendai | 2012  | 29        | 2         | 5              | 0              | 34    | 2     |
| Vegalta Sendai | 2013  | 32        | 0         | 2              | 0              | 34    | 0     |
| Vegalta Sendai | 2014  | 34        | 1         | 6              | 0              | 40    | 1     |
| Vegalta Sendai | 2015  | 34        | 0         | 3              | 0              | 37    | 0     |
| Vegalta Sendai | 2016  | 33        | 1         | 2              | 1              | 35    | 2     |
| Vegalta Sendai | 2017  | 25        | 0         | 2              | 0              | 27    | 0     |
| Total          | Total | 353       | 5         | 31             | 2              | 384   | 7     |